# أكسيد قاعدي
الأكاسيد القاعدية هي أكاسيد ذات خواص قاعدية، بالتالي فهي المقابلة للأكاسيد الحمضية. تميل هذه الأكاسيد القاعدية عند التفاعل مع الماء إلى تشكيل الهيدروكسيد الموافق.
تصنف أكاسيد الفلزات القلوية والفلزات القلوية الترابية ضمن الأكاسيد القاعدية، ومن الأمثلة عليها كل من أكسيد الصوديوم وأكسيد المغنيسيوم وأكسيد النحاس الثنائي. عموماً فإن قلوية أكاسيد العناصر في الجدول الدوري تزداد من الأعلى إلى الأسفل ومن اليمين إلى اليسار.